# Giffoni Valle Piana
Giffoni Valle Piana – miejscowość i gmina we Włoszech, w regionie Kampania, w prowincji Salerno.
Według danych na rok 2004 gminę zamieszkiwały 10 982 osoby, 126,2 os./km².
Co roku odbywa się tam festiwal filmowy – Giffoni Film Festival.